# یوهان رودریگز
یوهان رودریگز (انگلیسی: Johan Rodríguez) یک هافبک فوتبال بازنشسته اهل مکزیک است. او برای باشگاه‌های فوتبال مکزیک همچون کروز آزول، سانتوس، نکاکسا، مونارکاس موریلا و نهایتاً کورتارو بازی کرد. وی همچنین برادری دوقلو با نام عمر دارد که اون نیز فوتبال بازی می‌کرد.
وی همچنین سابقه‌ی بازی در تیم ملی فوتبال مکزیک را دارد، و از اعضای این تیم در جام جهانی فوتبال ۲۰۰۲ نیز بود.